# Conduttività ionica equivalente
La conduttività ionica equivalente (o conduttanza specifica equivalente), simboleggiata con la lettera greca maiuscola Λ, è definita come la conduttività ionica relativa ad un grammo equivalente di elettrolita contenuto tra gli elettrodi di una cella conduttometrica; tali elettrodi devono essere paralleli, disposti alla distanza reciproca di 1 cm e hanno la superficie di 1 cm2.
La conduttività ionica equivalente si può esprimere come:
{\displaystyle \operatorname {\Lambda } ={\frac {\gamma }{\eta }}}
dove γ è la conduttività ionica ed η è la concentrazione espressa in eq/cm3.
In termini di normalità N, la relazione precedente assume la forma:
{\displaystyle \Lambda (\mathrm {S\cdot cm^{2}} )={\frac {1000\,\gamma \,(\mathrm {S/cm} )}{N(\mathrm {cm^{-3}} )}}}
L'unità di misura più utilizzata per esprimere la conduttività ionica equivalente è il "siemens per centimetro quadrato".
La conduttività ionica equivalente, rispetto alla conduttività ionica, assume un andamento più lineare rispetto alla diluizione. Gode della proprietà additiva, per cui, per una soluzione contenente più elettroliti, si può scrivere:
{\displaystyle \operatorname {\gamma } =\sum _{i}\Lambda _{i}\eta _{i}}
e la conduttanza risulta:
{\displaystyle C={\frac {S}{l}}\sum _{i}\Lambda _{i}\eta _{i}}
dove S è l'area della superficie normale degli elettrodi e l è la loro distanza reciproca.
Allo stesso modo viene definita la conduttività ionica molare, meno significativa e meno utilizzata, simboleggiata con il simbolo μ e legata alla concentrazione molare M:
{\displaystyle \mu ={\frac {1000\gamma }{M}}}

## Conduttività ionica equivalente limite

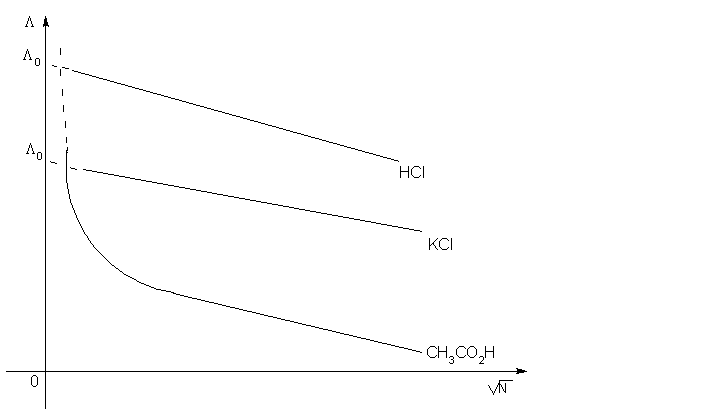
Grafico che mostra l'andamento della conduttività ionica equivalente in funzione della radice quadrata della concentrazione normale. Diluendo, sul grafico ci si sposta verso sinistra (diminuisce la concentrazione) e si ha la tendenza a raggiungere il valore limite Λ_{0}. Ad alta diluizione un elettrolita debole assume un andamento curvilineo asintotico all'asse delle conduttività equivalenti.

La conduttività ionica equivalente, indipendentemente dalla forza dell'elettrolita preso in considerazione, dopo un certo valore di diluizione tende ad assumere un valore costante. Questo valore massimo, teoricamente raggiungibile, è definito conduttività ionica equivalente limite e corrisponde alla conduttività a diluizione infinita. Comunemente viene utilizzata la simbologia Λ0 o Λ∞.

## Conduttività ionica equivalente per elettroliti forti ed elettroliti deboli
Un elettrolita forte (ad esempio HCl e KCl), in soluzione, si dissocia completamente indipendentemente dalla diluizione, per cui l'andamento di Λ in funzione della diluizione è pressoché costante. Continuando a diluire non si avrà alcun cambiamento dei valori, perché la conduttività γ e la normalità N diminuiranno proporzionalmente.
Un elettrolita debole (ad esempio l'acido acetico, CH3COOH) possiede invece un grado di dissociazione minore di uno anche a grosse diluizioni: quando si diluisce una soluzione di un elettrolita debole, la dissociazione aumenta e Λ aumenta proporzionalmente. Quando tutto l'elettrolita è totalmente dissociato - condizione ideale - la conduttività ionica equivalente assume il valore limite e continuando a diluire oltre avverrà quanto descritto per un elettrolita forte.
Le conduttività ioniche equivalenti hanno valori diversi in relazione alla natura dei composti. Ciò è dovuto alla differente mobilità ionica, legata alla densità di carica, alle dimensioni degli ioni e a fattori stabilizzanti sterico-elettronici. Ad esempio, lo ione H+ ha mobilità ionica nettamente maggiore rispetto alle altre specie, perché è molto piccolo e possiede una densità di carica molto intensa.
Dato che le soluzioni di elettroliti forti presentano una variazione della conduttività pressoché costante al variare della diluizione, tramite estrapolazione grafica è possibile ricavare i valori della conduttività ionica equivalente limite: tali valori sono consultabili in letteratura specialistica, sono tabulati alla temperatura di 25 °C ed espressi in relazione ad una varia tipologia di cationi ed anioni. Λ0 di un composto si può calcolare sommando i valori noti di conduttività equivalente limite dei singoli ioni che lo compongono.
La legge dell'indipendente mobilità degli ioni permette di calcolare i valori di Λ0 per tutti gli elettroliti, conoscendo i valori tabulati e combinandoli opportunamente.

## Conduttività ionica equivalente ed equilibrio chimico
La legge di Ostwald permette di calcolare la costante di dissociazione di un elettrolita debole esprimendola in funzione della conduttività ionica equivalente.
Considerando, ad esempio, la dissociazione di un generico acido debole HA con concentrazione C
{\displaystyle HA\rightleftharpoons H^{+}+A^{-}}
si ricava la relazione:
{\displaystyle K_{eq}={\frac {\Lambda ^{2}C}{\Lambda _{0}(\Lambda _{0}-\Lambda )}}}
che permette di determinare la costante di equilibrio sulla base di misure della conduttività.